# Lalo Hartich
Horacio Harretche más conocido como Lalo Hartich (Buenos Aires, Argentina; 29 de diciembre de 1904 - ibídem, 31 de marzo de 1979) fue un importante primer actor de la época dorada de la cinematografía argentina.

## Carrera

### Filmografía
Actuó en un total de 22 filmes, entre ellos:
- 1946: Camino del infierno como  Dr.Bermúdez
- 1950: Los millones de Semillita[1]
- 1950: Arroz con leche bajo la dirección de Carlos Schlieper
- 1952: Vuelva el primero!
- 1952: Mi mujer está loca
- 1952: El gaucho y el diablo
- 1952: El infortunado Fortunato dirigida  por Enrique Cahen Salaberry
- 1954: Horas marcadas
- 1955: El fantasma de la opereta
- 1956: Alejandra
- 1957: Las campanas de Teresa
- 1957: El hombre señalado
- 1960: Los acusados como Molina
- 1961: El centroforward murió al amanecer
- 1963: Las aventuras del Capitán Piluso en el castillo del terror
- 1964: Los viciosos como el Dr. Martínez Quirós
- 1964: Cuidado con las colas
- 1965: Esta noche mejor no
- 1967: Mi secretaria está loca, loca, loca como un empleado
- 1970: Joven, viuda y estanciera
- 1970: Los herederos
- 1972: Juan Manuel de Rosas
- 1973: Venus perseguida
- 1979: Custodio de señoras[2]

### Televisión
- 1955: Comedias musicales.
- 1958: ¡Oh, tiempos!… ¡Oh, costumbres!….
- 1960: Los caballeros de la junta redonda junto con Tincho Zabala y escrita por Landrú.
- 1960: El padre
- 1960/1962: La hora Fate.
- 1961: Noches de teatro Grafa
- 1961: El teatro y sus éxitos
- 1962/1968: La familia Falcón
- 1964: Acacia Montero.
- 1964/1965: Ocho estrellas en busca del amor.
- 1964: Teatro 9.
- 1965: Anna Christie
- 1965: Su comedia favorita.
- 1965: La nena en el papel de Formoso, el padrino.
- 1965: Show Standard Electric
- 1965: Para el tiempo del Trigo
- 1966: Carola y Carolina.
- 1966/1969: El teatro de Alfredo Alcón.
- 1967: La señora Ana Luce sus Medallas como Sr. Willing
- 1968/1973: Viernes de Pacheco
- 1969: Cosa juzgada.
- 1970: Gran Teatro Universal.
- 1970: Viernes de Pacheco
- 1971: El abuelo
- 1971: Aquellos que fueron.
- 1971:  Narciso Ibáñez Menta presenta.
- 1972: Rolando Rivas, taxista como Gonzalo.
- 1972: Un extraño en nuestras vidas.
- 1973:  Teatro como en el teatro.
- 1974: Narciso Ibáñez Serrador presenta a Narciso Ibáñez Menta (episodio «La pesadilla»)
- 1975: Juan del Sur.[3]

### Teatro
Integró el clan Stivel y  participó en todas sus obras, como:
- Todo en libertad
- El rehén
- A qué jugamos
- La Salvaje de Jean Anouilh(1952)
- El ángel de barro (1954)
- Sabotaje en el infierno (1955)
- Diálogos de carmelitas (1956) con Gloria Bayardo, Susana Campos, Josefina Díaz, Juan Bono, Antonia Herrero, Inés Moreno, Rodolfo Salerno y Elena Travesi.
- Nuestro pueblo, de Thornton Wilder, donde interpretaba a "El Narrador".
- La duquesa faltó a la cita, con la "Compañía de Grandes Espectáculos Musicales Mapy Cortés-Pedro Quartucci".
- El hombre, la bestia y la virtud  de Luigi Pirandello junto a Ernerto Bianco y María Rosa Gallo.
- Romance de lobos
- Los soldados (1962)
- Romeo y... Raquel!!! (1964), comedia de Alberto Migré  con Beatriz Taibo, Atilio Marinelli y Susy Kent, en el Teatro Francisco Canaro.
- El vicario (1966), con la compañía encabezada por Osvaldo Terranova, junto a Alfonso de Grazia, Dora Prince, Enrique Talión, Mario Moret, Conrado Corradi, Pedro Escudero, Juan Vehil y Fernando Labat.
- Las brujas de Salem (1972/1974)
- Fray Mocho del 900 (1975) con Ubaldo Martínez, Eloísa Cañizares, Catalina Speroni, Carlos Calvo y Cristina Tejedor.
- Romance de lobos (1979)

Fundó "Gente de Teatro Asociada"  con Orestes Caviglia, Inda Ledesma, Ernesto Bianco, Milagros de la Vega, Jorge Rivera López y Violeta Antier, entre otros.

## Vida privada
Estuvo casado  desde 1926 con la gran maestra de actores Elsa O'Connor, con quien tuvo a su hijo, también actor, Horacio O'Connor. Su nuera fue la actriz Alicia Montalbán y su nieto Martín O'Connor.

## Fallecimiento
Lalo Hartich murió el sábado 31 de marzo de 1979 de causas naturales. sus restos descansan en el Panteón de la Asociación Argentina de Actores del Cementerio de la Chacarita. Tenía 74 años.